# Maison Jacques-Prévert
 (juin 2022).
La Maison Jacques-Prévert est un musée départemental de la Manche consacré à Jacques Prévert et aménagé dans la demeure où le poète vécut pendant les dernières années de sa vie, à Omonville-la-Petite, près du cap de la Hague.

## Histoire
Né à Neuilly-sur-Seine, près de Paris, en 1900, Jacques Prévert découvre le cap de la Hague dans les années 1930 avec ses amis du mouvement théâtral du Groupe Octobre.
C'est en 1970 que le poète achète une maison au Val, à Omonville-la-Petite, où il vivra jusqu’à sa mort, le 11 avril 1977.
C’est son vieil ami, le décorateur de cinéma Alexandre Trauner, rencontré sur les tournages du film de Marcel Carné, qui lui aménage ce refuge où il accueille ses amis de passage.
Aujourd’hui, sa maison est devenue un musée géré par le Conseil général de la Manche, dans le cadre de son Réseau départemental des sites et musées de la Manche, avec le concours de la société Fatras-Succession Jacques Prévert.
Jacques Prévert repose dans le cimetière d’Omonville-la-Petite auprès de sa femme, Janine, de sa fille, Michèle et de son ami et voisin Alexandre Trauner.

## Visite

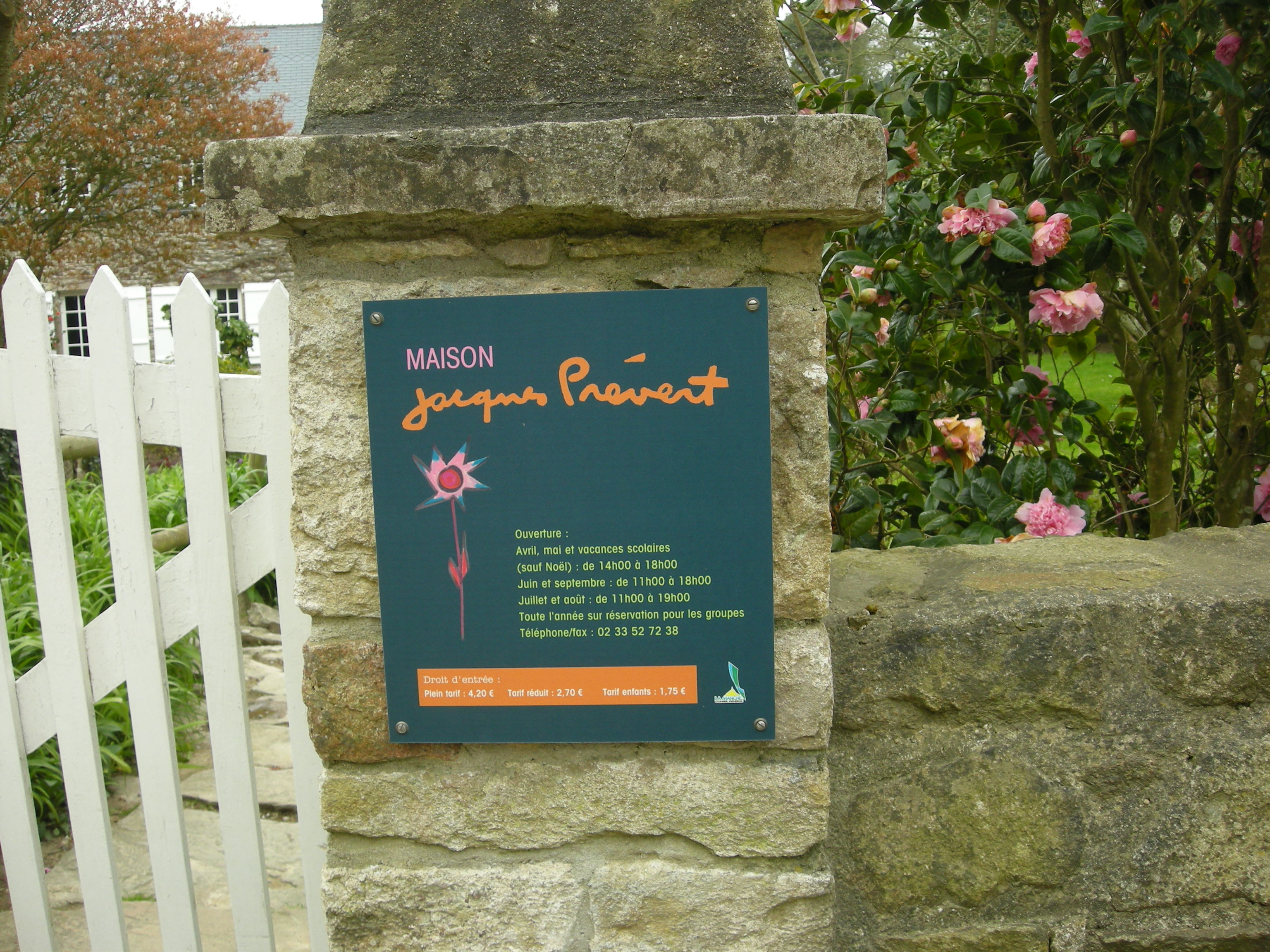
Aujourd'hui, un musée

Avant tout maison d’artiste, la dernière demeure de Jacques Prévert est aussi un lieu de mémoire où l’on découvre la vie et l’œuvre de ce personnage au travers d'expositions.
On peut voir quelques exemples, issus des collections départementales, de l'œuvre multiple que le poète nous a laissé, dans les différentes pièces de la maison : collages, éditions originales de recueils de poèmes, livres d’artiste en collaboration avec Picasso, Ernst, Miró…
La pièce maîtresse de la maison est son atelier dans lequel l'artiste passait beaucoup de temps. C'est sur la table de cet atelier qu'il continua, jusqu’à la fin de sa vie, à écrire et rassembler des matériaux pour ses collages. Car Jacques Prévert écrit encore : il publie ses derniers textes. Et plus que jamais, à Omonville, il se passionne pour les collages, qu'il offre et dédicace à ses proches et moins proches.

## Source
- Direction des sites et musées – Conseil général de la Manche